# Tavi denevér
A tavi denevér vagy tavi egérfülű-denevér (Myotis dasycneme) az emlősök (Mammalia) osztályának a denevérek (Chiroptera) rendjébe, ezen belül a kis denevérek (Microchiroptera) alrendjébe és a simaorrú denevérek (Vespertilionidae) családjába tartozó faj.

## Előfordulása
A tavi denevér inkább Kelet-Európában fordul elő, Magyarországon csak szórványosan. 1987-ben a Három-kúti-barlangban 3000–4000 egyedből álló kolóniája lett regisztrálva. Elterjedési területe Franciaországtól keletre az oroszországi Jenyiszej folyóig és Kazahsztán északnyugati részéig terjed.

## Megjelenése
A tavi denevér nagyobb, mint a hosszúlábú denevér. Az alsó comb és a bőrvitorla csupasz, a fülfedő kicsi, a fülhossz felénél is rövidebb. Háti oldala élesen elüt a világos alsó oldaltól.

## Életmódja
A tavi denevér a vizek közelségét kedveli. Vízpartokon és víz felett egyaránt vadászik. Röpte gyors, fordulékony, a víz felszínéről is könnyedén felszedi a vízbe hullott rovarokat. Tápláléka rovarok (szúnyogok, lószúnyogok, tegzesek, kérészek, éjjeli lepkék). Telelőhelye távolabb található a nyári vadászterületeitől. Téli álmát barlangokban, általában magányosan alussza át. Még kevéssé vizsgált faj.